# Кальянова, Ирина Александровна
Ирина Александровна Кальянова — (31 августа 1966 года, Кумертау) — российская спортсменка-паралимпиец, борец (дзюдо). Завоевала бронзовые медали на Паралимпиадах в Лондоне и Пекине. В детстве перенесла менингоэнцефалит, следствием чего стала атрофия зрительного нерва и инвалидность по зрению.